# Álvaro Aguado
Álvaro Aguado Méndez, (Jaén, 1 de mayo de 1996) conocido como Álvaro Aguado, es un futbolista español que juega como centrocampista.

## Trayectoria
Nacido en Jaén, es un futbolista formado en la cantera del Real Jaén juvenil, del que pasaría también al Villarreal C. F. y al Levante U. D. de juveniles.
En la temporada 2015-16 firmó con el Ontinyent C. F. por una temporada y en la siguiente temporada regresó a su ciudad natal para jugar en el Real Jaén C. F. Tras el descenso de categoría a Tercera División, el centrocampista se enroló en la estructura del Córdoba C. F. para jugar en el filial del grupo IV de Segunda B. 
Hizo su debut con el primer equipo en la Segunda División, el 20 de diciembre de 2017, en un encuentro frente al C. F. Reus Deportiu. Anotó su primer gol como profesional el 2 de junio de 2018, en una victoria por 3–0 frente al Sporting de Gijón. Al término de la temporada 2017-18, tras consumarse el descenso a Tercera División con el filial, en verano de 2018 realizó la pretemporada con el primer equipo. Durante la temporada 2018-19 formó parte de la primera plantilla del Córdoba C. F. en la Segunda División.
La temporada 2019-20 formó parte del Real Valladolid C. F., equipo por el que fichó el anterior mercado invernal dentro del fichaje de Sergi Guardiola por el equipo blanquivioleta, pero en el que permaneció en calidad de cedido. El 22 de enero de 2020 se oficializó su cesión al Club Deportivo Numancia de Soria hasta final de temporada tras la falta de oportunidades en el equipo vallisoletano. La siguiente volvió a salir prestado, esta vez al C. F. Fuenlabrada.
El 30 de junio de 2023, tras expirar su contrato, quedó libre. Entonces estuvo sin equipo hasta que el 11 de septiembre fichó por el R. C. D. Espanyol, con el que firmó por dos temporadas. En ese periodo de tiempo disputó 57 partidos, en los que marcó un gol, y en junio de 2025 el club comunicó que no iba a ser renovado.

## Clubes
Actualizado a 24 de mayo de 2025.
| Club                       | País          | Año           | Partidos | Goles |
| -------------------------- | ------------- | ------------- | -------- | ----- |
| Ontinyent C. F.            | España        | 2015-2016     |          |       |
| Real Jaén C. F.            | España        | 2016-2017     | 19       | 1     |
| Córdoba C. F. "B"          | España        | 2017-2018     | 19       | 3     |
| Córdoba C. F.              | España        | 2018-2019     | 42       | 2     |
| Real Valladolid C. F.      | España        | 2019-2023     | 79       | 7     |
| C. D. Numancia (cedido)    | España        | 2020          | 8        | 0     |
| C. F. Fuenlabrada (cedido) | España        | 2020-2021     | 13       | 0     |
| R. C. D. Espanyol          | España        | 2023-2025     | 57       | 1     |
| Total carrera              | Total carrera | Total carrera | 237      | 14    |